# Вейл, Ирвин
Ирвин Вейл (род. 1928 г.) — американский профессор кафедры славянских языков и литературы в Северо-Западном Университете (Northwestern University). Известен, прежде всего, благодаря вкладу в культурный обмен, а также в улучшение взаимоотношений между США и СССР/ США и Россией. Записал серию лекций о классической русской литературе в 2005 году. Его лекции также переводятся на русский язык.

## Биография
Родился в 1928 году в штате Огайо в семье еврейских эмигрантов. Заинтересовался русской литературой и русских языком после прочтения «Братьев Карамазовых» Фёдора Достоевского. Закончил бакалавриат и магистратуру в Университете Чикаго, получил степень доктора в Гарварде, в котором и начал свою преподавательскую деятельность. Некоторое время работал с юристом и демографом Евгением Кулишером. Широко известен своими проектами по сотрудничеству между США и СССР, в том числе в области литературы.